# 蒂雷讷
蒂雷讷（法語：Turenne，法語發音：[tyʁɛn]）是法国科雷兹省的一个市镇，位于该省西南部，和洛特省接壤，属于布里夫拉盖亚尔德区。

## 地理
蒂雷讷（45°3'15"N, 1°34'57"E）面积28.03 平方千米，位于法国新阿基坦大区科雷兹省，该省份为法国中南部省份，北起上维埃纳省和克勒兹省，西接多爾多涅省，南至洛特省，东临多姆山省和康塔爾省。
与蒂雷讷接壤的市镇（或旧市镇、城区）包括：科纳克、瑞雅勒-拿撒勒、朗特伊、利涅拉克、内斯普勒、诺阿亚克、克雷桑萨克-萨拉扎克。

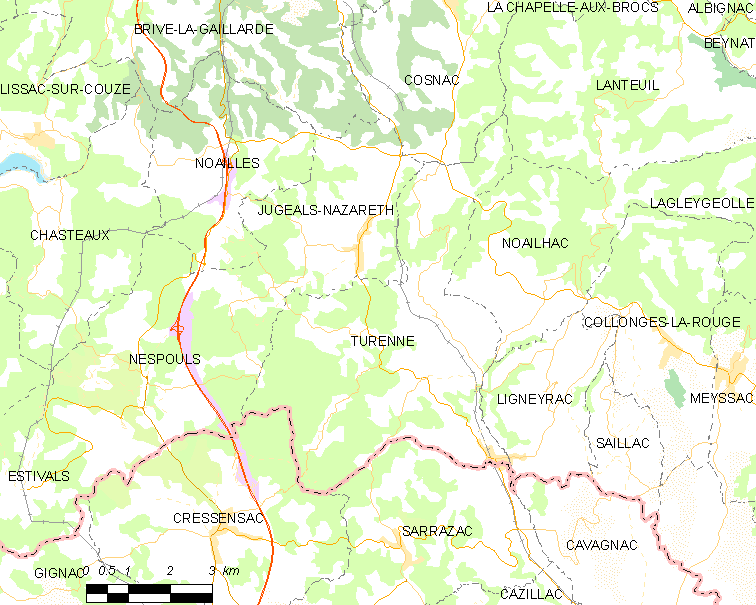
蒂雷讷的OSM定位图

蒂雷讷的时区为UTC+01:00、UTC+02:00（夏令时）。

## 行政
蒂雷讷的邮政编码为19500，INSEE市镇编码为19273。

## 政治
蒂雷讷所属的省级选区为圣庞塔莱翁-德拉尔什县。

## 人口

1962-2008年间蒂雷讷人口变化图示

蒂雷讷于2022年1月1日时的人口数量为803人。